# Acanthopagrus
Genre
Acanthopagrus est un genre de poissons marins de la famille des Sparidae.

## Liste d'espèces
Selon FishBase (27 avr. 2010) :
- Acanthopagrus akazakii  Iwatsuki, Kimura & Yoshino, 2006
- Acanthopagrus australis  (Günther, 1859)
- Acanthopagrus berda  (Forsskål, 1775) - Pagre berda
- Acanthopagrus bifasciatus  (Forsskål, 1775) - Pagre double bande ou Sar à deux bandes
- Acanthopagrus butcheri  (Munro, 1949)
- Acanthopagrus chinshira  Kume & Yoshino, 2008
- Acanthopagrus latus  (Houttuyn, 1782) - Pagre à nageoires jaunes
- Acanthopagrus omanensis  Iwatsuki & Heemstra, 2010
- Acanthopagrus palmaris  (Whitley, 1935)
- Acanthopagrus randalli  Iwatsuki & Carpenter, 2009
- Acanthopagrus schlegelii  (Bleeker, 1854) - Pagre tête noire
- Acanthopagrus sivicolus  Akazaki, 1962
- Acanthopagrus taiwanensis  Iwatsuki & Carpenter, 2006

Nota
- Acanthopagrus datnia (Hamilton, 1822) est soit synonyme de Acanthopagrus latus (Houttuyn, 1782) pour FishBase soit Sparidentex datnia (Hamilton 1822) pour Catalog of Fishes (site).
- Acanthopagrus swinhonis (Günther, 1874) synonyme de Acanthopagrus schlegelii (Bleeker 1854)

## Référence
- Peters, 1855 :Uebersicht der in Mossambique beobachteten Fische. Archiv für Naturgeschichte vol. 21, p. 234-282.